# Gazi Warriors 2022
Questa voce raccoglie le informazioni riguardanti i Gazi Warriors nelle competizioni ufficiali della stagione 2022.

## 1. Lig 2022

### Stagione regolare
| 17 aprile 2022 1ª giornata | Gazi Warriors | 19 – 21 | Anadolu Rangers |  |

| 30 aprile 2022 2ª giornata | Boğaziçi Sultans | 7 – 13 | Gazi Warriors |  |

| 21 maggio 2022 3ª giornata | Gazi Warriors | 6 – 41 | ITÜ Hornets |  |

| 29 maggio 2022 4ª giornata | Hacettepe Red Deers | 0 – 30 | Gazi Warriors |  |

| 11 giugno 2022 5ª giornata | Gazi Warriors | 9 – 13 | ODTÜ Falcons |  |

| 18 giugno 2022 6ª giornata | Koç Rams | 30 – 0 | Gazi Warriors |  |

| 2 luglio 2022 7ª giornata | Gazi Warriors | 15 – 10 | Sakarya Tatankaları |  |

## Statistiche di squadra
| Competizione      | %Vittorie | In casa | In casa | In casa | In casa | In casa | In casa | In trasferta | In trasferta | In trasferta | In trasferta | In trasferta | In trasferta | Totale | Totale | Totale | Totale | Totale | Totale |
| Competizione      | %Vittorie | G       | V       | N       | P       | Pf      | Ps      | G            | V            | N            | P            | Pf           | Ps           | G      | V      | N      | P      | Pf     | Ps     |
| ----------------- | --------- | ------- | ------- | ------- | ------- | ------- | ------- | ------------ | ------------ | ------------ | ------------ | ------------ | ------------ | ------ | ------ | ------ | ------ | ------ | ------ |
| Stagione regolare | .429      | 4       | 1       | 0       | 3       | 49      | 85      | 3            | 2            | 0            | 1            | 43           | 37           | 7      | 3      | 0      | 4      | 92     | 122    |
| Totale            | .429      | 4       | 1       | 0       | 3       | 49      | 85      | 3            | 2            | 0            | 1            | 43           | 37           | 7      | 3      | 0      | 4      | 92     | 122    |